# Kokošovce
Kokošovce jsou obec na Slovensku v okrese Prešov. V obci žije 914 obyvatel, rozloha katastrálního území činí 11,3 km².

## Poloha
Obec leží v údolí říčky Delňa v severní části Košické kotliny, severní část zasahuje do Slánských vrchů. Pahorkatinový ráz území tvoří usazeniny mladších třetihor a sopečné horniny. Odlesněná část je na jihozápadě, lesy na východní části území jsou tvořeny buky a duby. Nadmořská výška se pohybuje v rozmezí 345 až 730 m n. m., střed obce je ve výšce 375 m n. m. Obec je od města Prešova vzdálena asi 11 km na jihovýchod.
Sousedními obcemi jsou Ruská Nová Ves na severu, Zlatá Baňa na východě, Abranovce na jihu, Dulova Ves na západě a Prešov. 
Na katastrálním území obce se nachází na rozloze 20 ha Národní přírodní rezervace Kokošovská dubina, minerální pramen Šťavica a rekreační oblast kolem kokošovské nádrže nazývána Sigord.

## Historie
První písemná zmínka o obci pochází z roku 1272, kde je uváděná jako Delnafeu, kdy ji Štefan V. daroval spišským zemanům. V roce 1422 se vyskytuje název Kakasfalua a v roce 1927 Kokošovce. V roce 1427 obec neplatila daně. V roce 1787 žilo v 41 domech 289 obyvatel a v roce 1828 zde žilo 539 obyvatel v 74 domech. Hlavní obživou byla práce v lese, povoznictví (vývoz soli) a práce v Soľnej Bani. Po roce 1919 byla hlavní obživou zemědělství a sezónní práce v lesích a na pile, která zde byla v letech 1928–1937.

## Památky
- Klasicistní římskokatolický kostel narození svatého Jana Křtitele z roku 1815.[5] Byl opravován v roce 1865 a 1935. Kostel je jednolodní s rovným závěrem kněžiště a vsazenou věží do západního štítového průčelí. Fasáda je členěna lizénami. Loď je zaklenuta českými a pruskými plackami.[6]